# Lineus atrocaeruleus
Lineus atrocaeruleus är en djurart som tillhör fylumet slemmaskar, och som först beskrevs av Schmarda 1859.  Lineus atrocaeruleus ingår i släktet Lineus och familjen Lineidae. Inga underarter finns listade i Catalogue of Life.